# Sarah Beckett
Pour les articles homonymes, voir Beckett.
Pas d'image ? Cliquez ici

a Compétitions nationales et continentales officielles uniquement.

b Matchs officiels uniquement.
Sarah Beckett, née le 14 février 1999 à Liverpool (Angleterre), est une joueuse internationale anglaise de rugby à XV évoluant au poste de deuxième ligne ou troisième ligne centre. Elle joue à Gloucester-Hartpury.

## Biographie
Sarah Beckett naît le 14 février 1999. Elle débute au Waterloo RFC, club où ont joué son oncle et son grand-père.
En 2023 elle joue pour le club des Harlequins de Guildford. Elle compte 25 sélections en équipe d'Angleterre quand elle est retenue pour disputer le Tournoi des Six Nations 2023.
À l'automne suivant, elle fait partie des trente joueuses qui partent en Nouvelle-Zélande participer pour l'Angleterre au WXV 2023.

## Palmarès

### En club
- Vainqueure du Championnat d'Angleterre en 2023, 2024 et 2025
- Championne d'Angleterre junior en 2017

### En équipe nationale
- Vainqueure du Six nations en 2019, 2020, 2022, 2023 et 2024
- Vainqueure du WXV en 2023